# Верх-Озерне
Верх-Озе́рне (рос. Верх-Озёрное) — село у складі Бистроістоцького району Алтайського краю, Росія. Адміністративний центр та єдиний населений пункт Верх-Озернинської сільської ради.
Стара назва — Верхнє Озерне.

## Населення
Населення — 500 осіб (2010; 756 у 2002).
Національний склад (станом на 2002 рік):
- росіяни — 94 %